# كزافييه، دوق بوردو
كزافييه، دوق بوردو (بالفرنسية: Xavier de France)‏ (8 سبتمبر 1753 - 22 فبراير 1754) كان أمير فرنسي من عائلة آل بوربون فهو ابن لويس، دوفين فرنسا وقد توفي عن عمر يناهز 5 أشهر.